# Chrysopilus cubensis
Chrysopilus cubensis är en tvåvingeart som beskrevs av Charles Howard Curran 1931. Chrysopilus cubensis ingår i släktet Chrysopilus och familjen snäppflugor.
Artens utbredningsområde är Kuba. Inga underarter finns listade i Catalogue of Life.